# 제30회 골든 글로브상
제30회 골든 글로브상은 1972년 상영된 영화 중 가장 뛰어난 영화를 수상하기 위해 1973년 1월에 열린 시상식이다. 미국,센츄리 프라자 호텔에서 개최되었다.

## 수상 및 후보

### 세실 B. 데밀 상
- 사무엘 골드윈 수상

### 작품상-드라마
- 대부 - 프란시스 포드 코폴라 수상
- 서바이벌 게임 - 존 부어만
- 프렌지 - 알프레드 히치콕
- 포세이돈 어드벤쳐 - 로널드 님
- 발자국 - 조셉 L. 맨키위즈

### 여우주연상-드라마
- 우트반드라나 - 리브 울만 수상
- 감마선은 금잔화에 어떤 영향을 끼쳤나? - 조앤 우드워드
- 레이디 싱스 더 블루스 - 다이아나 로스
- 온 이즈 어 론리 넘버 - 트리쉬 밴 데비어
- 플레이 잇 애즈 잇 레이스 - 튜즈데이 웰드
- 사운더 - 시셀리 타이슨

### 남우주연상-드라마
- 대부 - 말론 브란도 수상
- 서바이벌 게임 - 존 보이트
- 대부 - 알 파치노
- 발자국 - 마이클 케인
- 발자국 - 로렌스 올리비에

### 작품상-뮤지컬코미디
- 캬바레 - 밥 포시 수상
- 1776 - 피터 H. 헌트
- 나비의 외출 - 밀튼 캇셀라스
- 트래벌스 위드 마이 앤트 - 조지 큐커
- 아반티! - 빌리 와일더

### 여우주연상-뮤지컬코미디
- 캬바레 - 라이자 미넬리 수상
- 아반티! - 줄리엣 밀스
- 나비의 외출 - 골디 혼
- 부부 - 캐롤 버넷
- 트래벌스 위드 마이 앤트 - 매기 스미스

### 남우주연상-뮤지컬코미디
- 아반티! - 잭 레먼 수상
- 나비의 외출 - 에드워드 앨버트
- 갈등의 부부 - 찰스 그로딘
- 돈키호테 - 피터 오툴
- 부부 - 월터 매튜

### 여우조연상
- 포세이돈 어드벤쳐 - 쉘리 윈터스 수상
- 캬바레 - 마리사 베렌슨
- 갈등의 부부 - 제니 베를린
- 진정한 승리 - 헬레나 칼리아니오츠
- 부부 - 제라르딘 페이지

### 남우조연상
- 캬바레 - 조엘 그레이 수상
- 아반티! - 클리브 레빌
- 대부 - 제임스 칸
- 돈키호테 - 제임스 코코
- 트래벌스 위드 마이 앤트 - 알렉 맥코웬

### 외국어 영화상
- 뉴 랜드 - 얀 트로엘 수상
- 우트반드라나 - 얀 트로엘 수상
- 부르조아의 은밀한 매력 - 루이스 부뉴엘
- 신기루 - 아르만도 로블레스 고도이
- 로마 - 페데리코 펠리니
- 외침과 속삭임 - 잉그마르 베르히만

### 감독상
- 대부 - 프란시스 포드 코폴라 수상
- 아반티! - 빌리 와일더
- 캬바레 - 밥 포시
- 서바이벌 게임 - 존 부어만
- 프렌지 - 알프레드 히치콕

### 각본상
- 대부 - 프란시스 포드 코폴라 외 수상
- 아반티! - 빌리 와일더 외
- 서바이벌 게임 - James Dickey
- 캬바레 - 제이 프레슨 알렌 외
- 프렌지 - 안소니 샤퍼

### 음악상
- 대부 - 니노 로타 수상
- 겟어웨이 - 퀸시 존스
- 레이디 싱스 더 블루스 - 미셀 르그랑
- 포세이돈 어드벤쳐 - 존 윌리암스
- 프렌지 - 론 굿윈

### 주제가상
- 벤 - 월터 스카프 수상
- 나비의 외출 - 밥 엘시바
- 캬바레 - 존 칸더
- 서바이벌 게임 - Arthur Smith
- 법과 질서 - 모리스 자르
- 몰리와 무법자 존 - 쟈니 맨델
- 포세이돈 어드벤쳐 - 알 카샤

### 미스 골든 글로브
- Kelley Miles 수상